# Леонидас да Селва
Маноэл Перейра (порт.-браз. Manoel Pereira; 3 января 1927, Бигуасу, Санта-Катарина — 23 апреля 1985, Матиньюс, Парана), более известный как Лео́нидас да Селва (порт.-браз. Leônidas da Selva) — бразильский футболист, нападающий.

## Карьера
Леонидас да Селва начал играть в футбол в команде Гуарани из города Сан-Жозе. Тогда же он получил прозвище «Леонидас», за то, что часто бил бисиклетой, приёмом, который использовал Леонидас да Силва. В 12 лет футболист перешёл в молодёжный состав «Фламенго» из Флорианополиса, а в 1941 году стал игроком клуба «Лауро Мюллер». Затем нападающий выступал за команды «Каравана-до-Ар», «Ферровиария», а в 1945 году играл за клуб «Аваи». В 1952 году Леонидас стал игроком «Америки». Он, вместе с Канарио, Аларконом, Феррейрой и Ромейро составил линию нападения команды. Наивысшим достижением этого состава стало второе место в чемпионате штата Рио-де-Жанейро в 1955 году, в розыгыше которого форвард стал лучшим бомбардиром команды с 18 голами. В тот же период журналист Сандро Морейра назвал его «Леонидас да Селва» для отличия от оригинального Леонидаса. В турне клуба по Турции футболист забил гол, встав на руки и переправив мяч в ворота пяткой, за что его стали называть родоначальником подобного удара. Всего за «Америку» он забил 113 голов. Завершил карьеру футболист в 1959 году. Леонидас умер в 1985 году в нищете.
В составе сборной Бразилии Леонидас дебютировал в 1956 году в матче с Парагваем. Вторая игра также пришлась на матч с парагвайцами. В первом тайме Зизиньо, лидер атак бразильцев, отдал Леонидасу пять голевых передач, но форвард не смог реализовать выгодные моменты. Это вызвало недовольство на трибунах. В перерыве матча Леонидас подошёл к Зизиньо и попросил его: «Брат, не давай мне эти умные передачи. Я не знаю, что делать. Для меня это бесполезно. Тебе лучше отправить мяч в сторону их защитников, мне так нравится больше, там я уже знаю, что делать». И в первой же атаке, которая была проведена по принципу, который огласил Леонидас, он смог забить мяч.

## Международная статистика
| Матчи Леонидаса да Селвы за сборную Бразилии | Матчи Леонидаса да Селвы за сборную Бразилии | Матчи Леонидаса да Селвы за сборную Бразилии | Матчи Леонидаса да Селвы за сборную Бразилии | Матчи Леонидаса да Селвы за сборную Бразилии | Матчи Леонидаса да Селвы за сборную Бразилии | Матчи Леонидаса да Селвы за сборную Бразилии |
| -------------------------------------------- | -------------------------------------------- | -------------------------------------------- | -------------------------------------------- | -------------------------------------------- | -------------------------------------------- | -------------------------------------------- |
| №                                            | Дата                                         | Место проведения                             | Оппонент                                     | Счёт                                         | Голы                                         | Турнир                                       |
| 1                                            | 12 июня 1956                                 | Асунсьон                                     | Парагвай                                     | 2:0                                          | —                                            | Кубок Освалдо Круза                          |
| 2                                            | 17 июня 1956                                 | Асунсьон                                     | Парагвай                                     | 5:2                                          | 1                                            | Кубок Освалдо Круза                          |
| 3                                            | 24 июня 1956                                 | Рио-де-Жанейро                               | Уругвай                                      | 2:0                                          | —                                            | Кубок Атлантики                              |
| 4                                            | 1 июля 1956                                  | Рио-де-Жанейро                               | Италия                                       | 2:0                                          | —                                            | Товарищеский матч                            |
| 5                                            | 8 июля 1956                                  | Авельянеда                                   | Аргентина                                    | 0:0                                          | —                                            | Кубок Атлантики                              |
| 6                                            | 5 августа 1956                               | Рио-де-Жанейро                               | Чехословакия                                 | 0:1                                          | —                                            | Товарищеский матч                            |

## Достижения
- Обладатель Кубка Освалдо Круза: 1956
- Обладатель Кубка Атлантики: 1956